# Aprionus reduncus
Aprionus reduncus är en tvåvingeart som beskrevs av Jaschhof 2009. Aprionus reduncus ingår i släktet Aprionus, och familjen gallmyggor. Arten har ej påträffats i Sverige.